# Возраст Земли

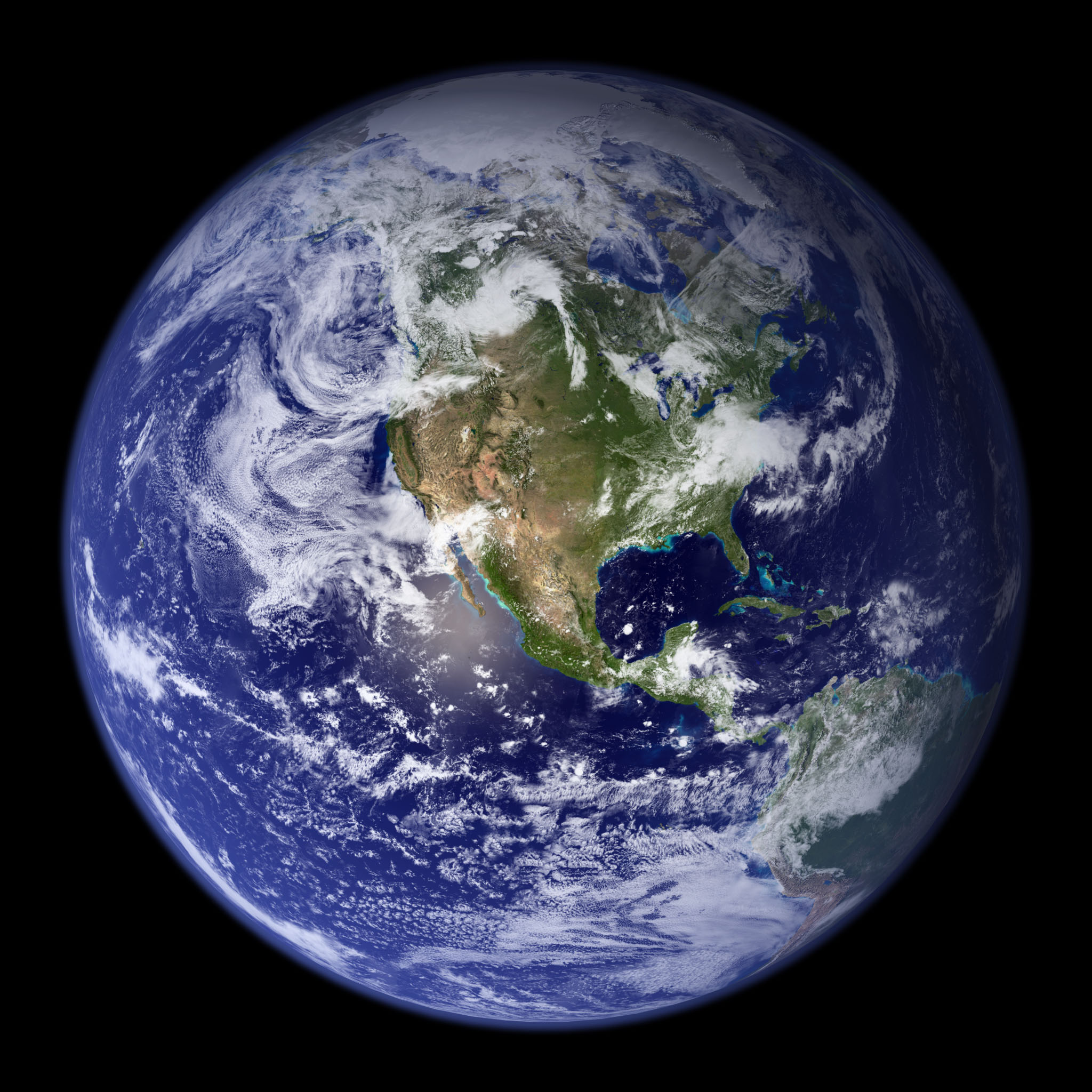
Вид Земли из космоса

Во́зраст Земли́ — время, которое прошло с момента образования Земли как самостоятельной планеты. Возраст Земли составляет 4,54 миллиарда лет (с погрешностью в ±1 %). Данный возраст соответствует заключительным стадиям аккреции и гравитационной дифференциации Земли. Эти данные базируются на радиоизотопной датировке метеоритов (хондритов), образовавшихся до начала формирования планет. Они получены в первую очередь с помощью свинец-свинцового метода, разработанного Клэром Паттерсоном. Эта оценка почти не менялась с 1956 года, она соответствует возрасту старейших земных и лунных образцов и оценке возраста Солнечной системы.

## История исследований
В древности понятия возраста Земли и возраста Вселенной не различались. Христианские теологи и натурфилософы давали оценку возраста Земли на основании библейской Книги Бытия, в основном эти оценки варьировались в пределах нескольких тысяч лет. Особое мнение высказал Филон Александрийский (I век н. э.), который писал, что нет смысла измерять время от сотворения мира такими единицами, которые появились после сотворения: «не мир был создан в какое-то время, а время обязано миру своим существованием».
Первую научную оценку возраста Земли дал в XVIII веке французский дипломат Бенуа де Майе (опубликована посмертно, 1748). На основании полученных им геологических данных и с помощью не вполне убедительных рассуждений де Майе получил довольно близкую к реальности оценку: Земле 2,4 миллиарда лет. Другие учёные XVII—XVIII веков давали намного меньшие оценки. Чарльз Дарвин указал, что биологическая эволюция занимает десятки, если не сотни, миллионов лет. Лорд Кельвин в 1868 году опубликовал математическую модель остывания Земли (как потом выяснилось, основанную на произвольном допущении о постоянстве теплопроводности земного вещества), и получил диапазон 20—400 миллионов лет. Близкую оценку по результатам исследования осадочных пород дал геолог Джон Филлипс (1860): 96 миллионов лет; примерно такой же возраст астрономы приписывали Солнцу. Ирландский математик и инженер Джон Перри в 1895 году подверг критике модель Кельвина и дал свою верхнюю оценку возраста Земли: 4 миллиарда лет. Окончательную точку в дискуссии поставило открытие в начале XX века метода радиоизотопного датирования.
После развития методов радиоизотопной датировки оказалось, что многие образцы минералов имеют возраст более миллиарда лет. Старейшие из найденных на данный момент[когда?]

 — мелкие кристаллы циркона из Джек-Хилз в Западной Австралии — их возраст не менее 4404 миллионов лет. На основе сравнения массы и светимости Солнца и других звёзд был сделан вывод, что Солнечная система не может быть намного старше этих кристаллов. Конкреции, богатые кальцием и алюминием, встречающиеся в метеоритах — самые старые известные образцы, которые сформировались в пределах Солнечной системы: их возраст равен 4567 миллионов лет, что даёт возможность установить возраст Солнечной системы и верхнюю границу возраста Земли. Существует гипотеза, что аккреция Земли началась вскоре после образования кальций-алюминиевых конкреций и метеоритов. Поскольку точное время аккреции Земли неизвестно и различные модели дают от нескольких миллионов до 100 миллионов лет, точный возраст Земли трудно определить. Кроме того, трудно определить точный возраст старейших пород, выходящих на поверхность Земли, поскольку они составлены из минералов разного возраста.
С 1948 года Клер Паттерсон в сотрудничестве с Джорджем Тилтоном разрабатывал метод измерения возраста магматических пород уран-свинцовым и свинец-свинцовым методами. Полагая, что метеориты являются остаточным материалом со времен образования Солнечной системы, и, таким образом, измеряя возраст одного из метеоритов можно измерить и возраст Земли, в 1953 году Паттерсон взял образцы из метеорита Каньо́н-Дья́бло и получил оценку возраста Земли в 4,5 миллиарда лет. Затем оценка была уточнена до 4,55 миллиарда лет (плюс-минус 70 миллионов лет).
Эта оценка до сих пор существенно не изменилась, в настоящее время возраст Земли оценивается как 4,54 миллиарда лет.